# Гамбузія домініканська
Гамбузія домініканська (Gambusia dominicensis) — вид прісноводних живородних коропозубоподібних риб родини Пецилієвих (Poeciliidae).

## Поширення
Вид поширений у двох озерах на острові Гаїті: озері Енрікильо в Домініканській республіці та озері Азуеї в Гаїті.

## Опис
Дрібна рибка, до 6 см завдовжки.